# Атбаш'ян Франц Аркадійович
Франц Аркадійович Атбаш'ян (нар. 1925) — радянський український футболіст, тренер та суддя вірменського походження.

## Кар'єра гравця
Футбольну кар'єру розпочав у 16-річному віці. Спочатку захищав кольори місцевих клубів у міських та республіканських змаганнях. По завершенні Другої світової виійни виступав у черкаських клубах БО, «Урожай», «Іскра» та «Труд». У складі черкаського «Буревісника» виконував роль капітана команди та граючого тренера, а в 1957 році після перейменування клубу в «Колгоспник» вивів команду до 2-ї групи Класу «Б» СРСР. У «Колгоспнику» завершив кар'єру гравця.

## Кар'єра тренера
Тренерську кар'єру розпочав ще будучи футболістом. У 1957 році виконував роль капітана «Колгоспника» та граючого тренера. Потім допомагав тренувати черкаський колектив. У 1966—1968 року був головним тренером клубу з Черкас. Потім до літа 1971 року працював на посаді технічного директора клубу з Черкас, паралельно з цим тренував аматорський колектив «Локомотив» (Сміла). Окрім цього, був одним з перших футбольних арбітрів з Черкас, який мав республіканську категорію, очолював Черкаську обласну федерацію футболу.
Останні 12 років тренував дітей у Спортивній Школі міста Черкаси.

## Досягнення

### Як гравця
«Колгоспник» (Черкаси)
- вихід до 2-ї групи Класу «Б» чемпіонату СРСР (1957)

### Як тренера
- вихід до 2-ї групи Класу «Б» чемпіонату СРСР (1957)

- 1-а українська група Класу «Б» чемпіонату СРСР
  -  Срібний призер (1): 1967